# ان-نیترو-ان-متیل‌اورئا
ان-نیترو-ان-متیل‌اورئا (به انگلیسی: N-Nitroso-N-methylurea) با فرمول شیمیایی C۲H۵N۳O۲ یک ترکیب شیمیایی با شناسه پاب‌کم ۱۲۶۹۹ است. که جرم مولی آن ۱۰۳٫۰۸ g/mol می‌باشد. 